# Taizhou (Jiangsu)
Taizhou ou Taichow (泰州) é uma cidade da província de Jiangsu, na China. Localiza-se no centro da província. O censo chinês de 2020 contabilizou sua população em 4.512.762, dos quais 1.728.408 vivem na área metropolitana que é composta por três distritos urbanos ( Hailing , Jiangyan e Gaogang ).